# Апгрейд обезьяны
«Апгрейд обезьяны. Больша́я исто́рия маленькой сингуля́рности» — книга публициста Александра Никонова, посвящённая позитивистскому взгляду на мир, опубликованная в 2004 году издательством «ЭНАС». В книге, написанной в жанре научно-популярной литературы, затрагиваются «глобальные» вопросы: научный взгляд на образование мира, существует ли бог, какой должна быть нравственность, универсальность законов эволюции и т. д. Книга неоднократно переиздавалась.

## Содержание
В первоначальном издании книга состоит из семи частей и сорока одной главы.
- Часть I. Большая история маленькой сингулярности (Главы 1–3).
- Часть II. Миром правят пустота и неопределенность (Главы 4–11).
- Часть III. Эволюция мертвых (Главы 12–14).
- Часть IV. Максимальное животное (Главы 15–24).
- Часть V. Апгрейд обезьяны (Главы 25–35).
- Часть VI. Прямые следствия нравственной парадигмы (Главы 36–38).
- Часть VII. Технологии будущего (Главы 39–41).

## Отзывы и награды
Противники автора обвиняют его в воинствующем атеизме, безнравственности, вульгарности, увлечении непроверенными научными гипотезами, упрощенчестве и неполиткорректности.
Социолог, академик Акоп Назаретян написал в своём послесловии, что «…книга читается запоем, на одном дыхании. Напор, эрудиция, журналистская хватка — все это вовлекает в бурлящий водоворот авторской мысли», но «лучше использовать её как своеобразный тренинг критического мышления», поскольку указывает на ряд вульгаризаций и упрощенческий подход к сложным проблемам. Тем не менее, Назаретян рекомендует книгу «всякому, кто любит отвлечься от сиюминутности, поразмышлять на досуге». Нобелевский лауреат по физике Виталий Гинзбург написал для издания своё «Мнение по некоторым вопросам, затронутым в книге», согласившись, например, с тем, что «религии не останется места в этом мире».
6 мая 2005 года Санкт-Петербургский союз писателей совместно с Международным конвентом писателей-фантастов «Интерпресскон» отметил книгу Литературной премией им. А. Беляева.

## Обвинения в пропаганде наркотиков и изъятие из продажи в Санкт-Петербурге
В мае 2009 года представители общественной организации «Европейские города против наркотиков» написали в прокуратуру Санкт-Петербурга обращение, в котором заявили, что в книге «Апгрейд обезьяны» содержится пропаганда наркотиков. Прокуратурой Санкт-Петербурга книга была направлена в экспертный совет при Антинаркотической комиссии Санкт-Петербурга.
Как сообщалось в сентябре 2009 года на сайте прокуратуры Санкт-Петербурга, экспертным советом при Антинаркотической комиссии Санкт-Петербурга было проведено исследование, в ходе которого установлено, что в книге «содержатся суждения и высказывания, направленные на убеждение в необходимости легализации наркотиков, а также использовании наркотических средств и психотропных веществ в медицинских и немедицинских целях». Прокуратура предписала изъять книгу из продажи. Материалы проверки направлены в прокуратуру Москвы для решения вопроса о возбуждении дела об административном правонарушении.
Автор заявил, что намерен решительно отстаивать свою правоту в суде. В его книге содержится предложение легализовать наркотики, что, по мнению Никонова, не запрещено законом. Он заявил:

Думаю, причина запрета — в тупости огромной бюрократической машины, которая мелет медленно, но верно. Они, конечно, не думали, что эта книга им не по зубам. Она совсем не о наркотиках — глупо обвинять меня в их пропаганде.

В издательстве «ЭНАС» заявили, что удивлены таким решением прокуратуры. Руководство издательства тогда заявило, что оно не останется в стороне и присоединится к иску Никонова.

Книга Никонова — «вовсе не о наркотиках», уверяют те, кто её прочёл. Просто автор достаточно нелицеприятно «прошелся по проблемам наркотической зависимости, оружия и даже религиозности».

По мнению заместителя директора издательства Александра Меламеда, в книге можно усмотреть пропаганду легализации наркотиков, которая, по мнению Меламеда, действующим российским законодательством не запрещена. В книге, в частности, предлагается, чтобы государство продавало героин всем желающим, беря подписку с покупателей о том, что они сознают, что средняя продолжительность жизни «героиниста» — 4 года. По мнению автора, это ликвидирует криминальный рынок, а самоубийство не запрещено.
В поступившем в российские библиотеки списке книг, которые по мнению ФСКН пропагандируют наркотики, «Апгрейд обезьяны» отсутствует. При этом начальник управления ФСКН РФ по взаимодействию с общественностью и СМИ Николай Карташов сказал, что изъятие книг может производиться только по решению суда.
В 2010 году вышло переиздание «Апгрейда» под названием «Венец творения в интерьере мироздания», дополненная и улучшенная по сравнению с оригинальной книгой и без скандальной главы про наркотики.

## Издания
- Александр Никонов. Апгрейд обезьяны. — НЦ ЭНАС, 2004. — 352 с. — ISBN 5-93196-479-7.
переиздание: Александр Никонов. Апгрейд обезьяны. — Энас, 2007. — 480 с. — ISBN 978-5-93196-758-5.
+ переиздание: Александр Никонов. Апгрейд обезьяны. — Энас, 2008. — 480 с. — ISBN 978-5-93196-758-5.
совместное переиздание: Александр Никонов. Апгрейд обезьяны. — Питер, 2007. — 480 с. — ISBN 978-5-388-00054-5.
+ совместное переиздание: Александр Никонов. Апгрейд обезьяны. — Питер, 2008. — 480 с. — ISBN 978-5-388-00054-5.
- ISBN 5-93196-758-3
- ISBN 978-5-93196-479-9